# 戸田忠囿
戸田 忠囿（とだ ただその）は、下野足利藩の第2代藩主。宇都宮藩戸田家分家2代。
寛文9年（1669年）、初代藩主・戸田忠時がまだ旗本だった時代に、その四男として生まれる。兄の忠勝が早世したため嫡子となり、忠時が1万1000石の大名となったのち、宝永2年12月19日（1706年）に従五位下・大隅守に叙位・任官する。宝永5年（1708年）6月29日に父が隠居したため家督を継いだ。
大坂定番に任じられて大坂に赴くが、そこで病に倒れ、享保17年（1732年）5月2日に大坂で死去した。享年64。跡を長男の忠位が継いだ。

## 系譜
父母
- 戸田忠時（父）
- 土屋利次の娘（母）

正室
- 土屋氏

子女
- 戸田忠位（長男）生母は土屋氏
- 戸田輝昌（次男）
- 真珠院 - 小堀政峯正室、生母は土屋氏
- 嶋田政之
- 蒔田定英正室
- 遠藤常之（六男）
- 山口直安の養女
- 戸田忠知（七男）
- 天野昌邦（八男）
- 窪田忠一（九男）生母は土屋氏
- 戸田忠褒（十男）
- 牧野成範正室、生母は土屋氏
- 戸田勝豊室
- 戸田忠則（十二男）

養女
- 竹中元敏室